# Philip M. Parker
Philip M. Parker, född 20 juni 1960 i USA, bosatt i Frankrike, är en amerikansk nationalekonom, uppfinnare och författare av över 200 000 böcker.

## Biografi
Parker föddes med dyslexi, och blev tidigt därför fascinerad av ordböcker. Han studerade vid Wharton School vid University of Pennsylvania, och har en PhD i företagsekonomi därifrån. Parker startade 1998 ett eget initiativ för att bekämpa analfabetism och läsokunnighet, och med hjälp av automatiserade författartekniker skapade han flerspråkiga utbildningsmaterial med hjälp av pengar från Bill Gates och Melinda Gates "Bill and Melinda Gates Foundation". Han är professor i "International Strategy and Economics" vid University of California och har dessutom undervisat vid Stanford University, Harvard University och MIT.

## Ekonomi
Parkers forskning inom ekonomi rör sig kring varför de befintliga teorierna om makroekonomisk tillväxt och konkurrens inte är användbara för att förutsäga vad som faktiskt sker på marknaden. Dessutom har han i en hög grad arbetat för att inkorporera naturvetenskapliga ämnen som fysiologi och fysik i makroekonomin, och publicerade i ämnet boken Physioeconomics: The Basis for Long-Run Economic Growth år 2000, med en spådom om det ekonomiska läget och demografins utseende år 2100. Utöver det har han också undersökt marknadsineffektivitet som har ursprung i informationsasymmetri.

## Bokproduktion
Allt som allt, inräknat utbildningsmaterialet, tillsammans med ett antal faktablad inom flera olika områden, radioskript samt med grafteori utvecklade funktioner för att automatiskt författa dikter - såsom limerickar, sonetter, haikudikter med flera - har han skapat hundratusentals verk, som även har spritt sig till fiktionen och de vetenskapliga studierna. Med sina automatiserade tekniker har han författat mer än 200 000 böcker, och har därför kallat sig själv "den mest publicerade författaren i den här planetens historia." Det har dock diskuterats om det verkligen går att kalla Parker för författare, och bland annat Noam Cohen vill hellre kalla honom "sammanställare", eftersom dessutom de flesta av böckerna är beställtryck. Dock har hans verk köpts in av flera bibliotek världen över, däribland Kungliga biblioteket. Han har påbörjat projekt med både dikter och romaner.